# Федеральна рада Швейцарії
Федеральний рада Швейцарії (нім. Bundesrat; фр. Conseil federal; італ. Consiglio Federale; ромш. Cussegl federal) — вищий орган виконавчої влади Швейцарії.
З часів Другої світової війни Федеральна рада за традицією є постійним урядом великої коаліції, до складу якого входять представники основних партій країни та мовних регіонів.
Хоча вся Федеральна рада відповідає за керівництво федеральною адміністрацією Швейцарії, кожен член ради очолює один із семи федеральних виконавчих департаментів. Президент Швейцарської Конфедерації головує в раді, але не має особливих повноважень; ця посада є скоріше першою серед рівних і щорічно обіймається по черзі сімома членами ради.
Федеральна рада обирається як орган 246 членами Федеральних зборів Швейцарії на чотирирічний термін після кожного федерального парламентського вибору, без можливості відкликання або вотуму недовіри. Члени ради не мають обмежень щодо терміну повноважень і за традицією майже завжди переобираються; більшість з них перебувають на посаді від 8 до 12 років.
Канцлер Швейцарії виконує функції генерального секретаря Федеральної ради, а не восьмого члена.

## Діяльність
Усі 7 членів виконавчої ради, які складають федеральний уряд, виступають як колективний глава держави Швейцарії на ротаційній основі.

## Федеральний канцлер
- Федеральний канцлер Швейцарії — Вальтер Турнгерр (нім. Walter Thurnherr).

## Федеральна рада

### Президент
Президентом ради на 2025 рік обрана Карін Келлер-Зуттер.

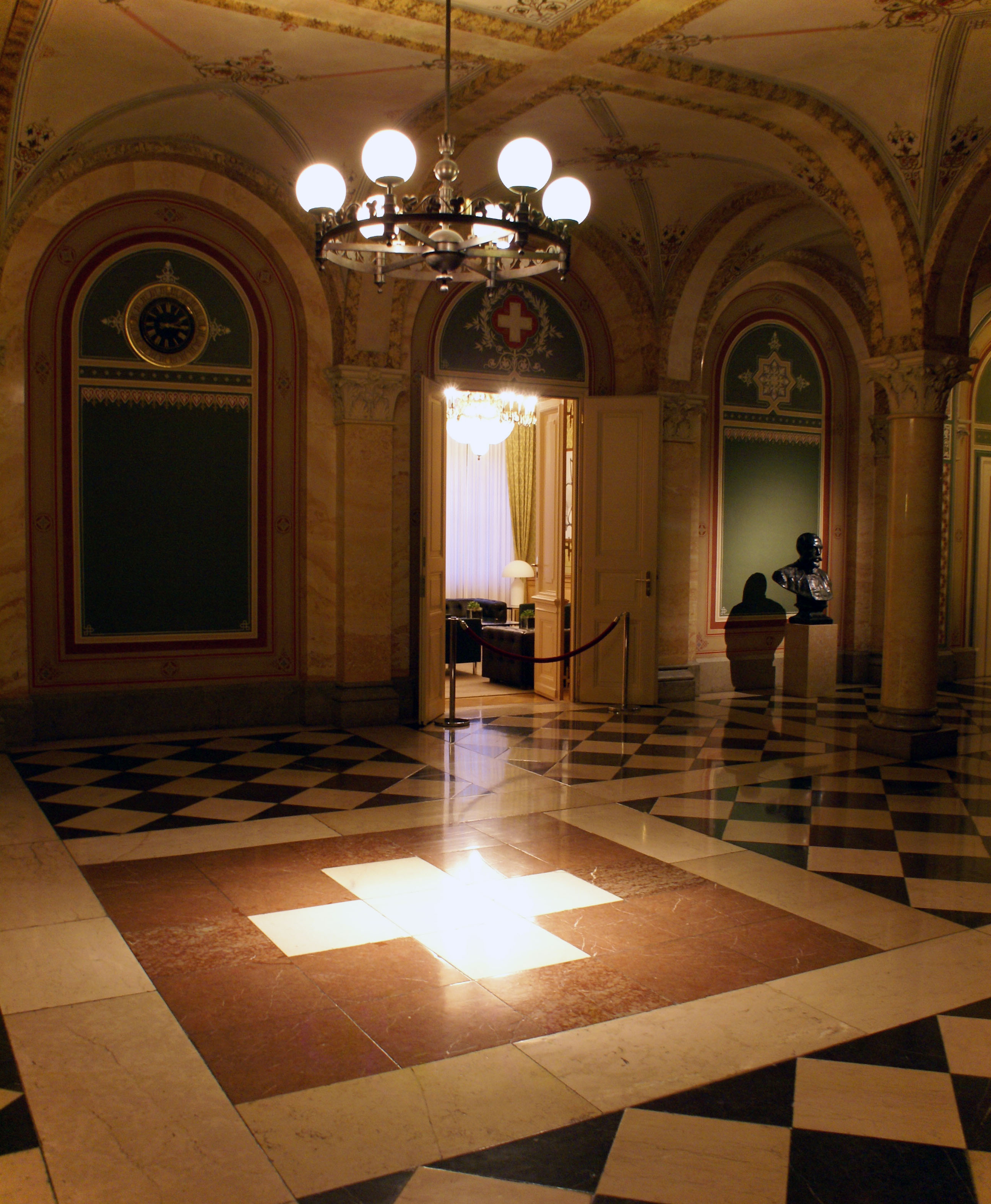
Інтер'єр західного крила Федерального палацу в Берні, де проводяться засідання Ради.

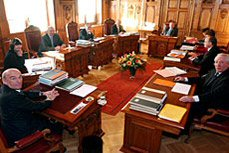
Засідання Федеральної ради в 2006 році

Щороку один із семи членів ради обирається Об'єднаною федеральною асамблеєю на посаду президента Конфедерації. Федеральна асамблея також обирає віцепрезидента Швейцарії. За традицією, посади президента і віцепрезидента змінюються щороку, таким чином кожен член ради стає віцепрезидентом, а потім президентом кожні сім років під час перебування на посаді.
Згідно зі швейцарським порядком старшинства, президент Конфедерації є найвищим швейцарським чиновником. Він головує на засіданнях Ради і виконує певні представницькі функції, які в інших країнах є прерогативою глави держави . У надзвичайних ситуаціях, коли Рада не може вчасно прийняти рішення, він має право діяти від імені всієї Ради. Однак, окрім цього, він є primus inter pares, не маючи влади над іншими шістьма членами Ради.
Президент не є главою держави Швейцарії; цю функцію виконує рада в повному складі, тобто в цілому. Однак, за останнім часом президент діє і визнається главою держави під час офіційних візитів за кордон, оскільки рада (також за звичаєм) не залишає країну в повному складі. Однак частіше офіційні візити за кордон здійснює глава Федерального департаменту закордонних справ. Глави держав, які перебувають з візитом, приймаються Федеральною радою в повному складі.

### Члени ради
Склад чинного уряду подано станом на 1 квітня 2025 року.
| - Соціал-демократична партія (SP)                          | 2 |
| - Швейцарська народна партія (SVP)                         | 2 |
| - Вільна демократична партія. Ліберали (FDP.Die Liberalen) | 2 |
| - Центр (Die Mitte)                                        | 1 |

| Департамент | Голова                                           | Фото | На посаді з      | Партія | Партія            | Кантон       | Вебсайт |
| --- | ------------------------------------------------ | ---- | ---------------- | ------ | ----------------- | ------------ | ------- |
| Департамент економіки, освіти та досліджень (Eidgenössisches Departement für Wirtschaft, Bildung und Forschung)                          | Гі Пармелен (Guy Parmelin)                       |      | 1 січня 2016     |        | SVP               | Во           |         |
| Департамент закордонних справ (Eidgenössisches Departement für auswärtige Angelegenheiten)                                               | Іньяціо Кассіс (Ignazio Cassis)                  |      | 1 листопада 2017 |        | FDP.Die Liberalen | Тічино       |         |
| Департамент фінансів (Eidgenössisches Finanzdepartement)                                                                                 | Карін Келлер-Зуттер (Karin Keller-Sutter)        |      | 1 січня 2019     |        | FDP.Die Liberalen | Санкт-Галлен |         |
| Департамент довкілля, транспорту, енергетики та комунікацій (Eidgenössisches Departement für Umwelt, Verkehr, Energie und Kommunikation) | Альберт Решті (Albert Rösti)                     |      | 1 січня 2023     |        | SVP               | Берн         |         |
| Департамент внутрішніх справ (Eidgenössisches Departement des Innern)                                                                    | Елізабет Бом-Шнайдер (Élisabeth Baume-Schneider) |      | 1 січня 2023     |        | SP                | Юра          |         |
| Департамент юстиції та поліції (Eidgenössisches Justiz- und Polizeidepartement)                                                          | Беат Янс (Beat Jans)                             |      | 1 січня 2024     |        | SP                | Базель-Штадт |         |
| Департамент оборони, захисту населення і спорту (Eidgenössisches Departement für Verteidigung, Bevölkerungsschutz und Sport)             | Мартін Пфістер (Martin Pfister)                  |      | 1 квітня 2025    |        | Die Mitte         | Цуг          |         |

Логотип уряду
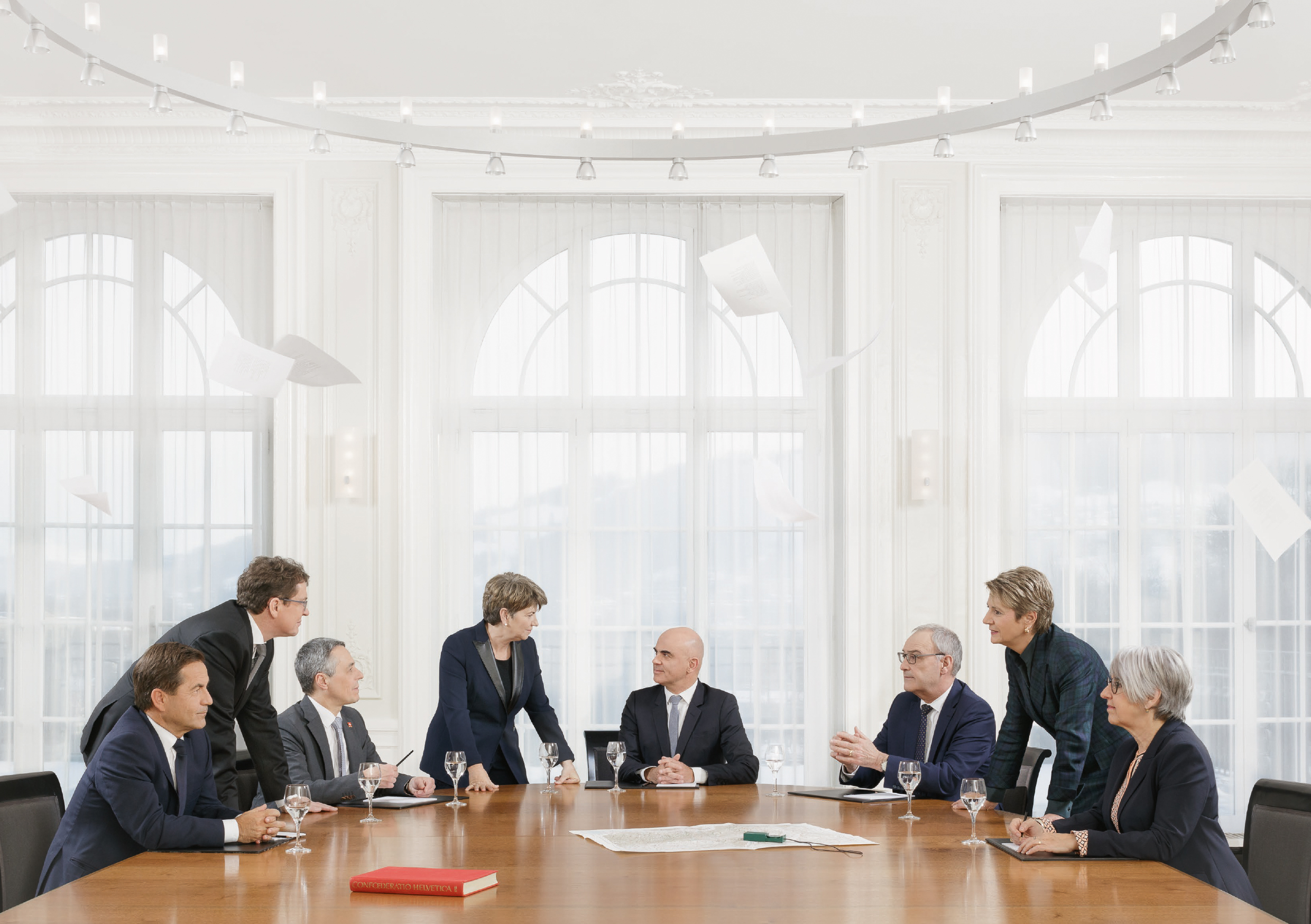
Склад федеральної ради 2023 року

### Засідання Ради

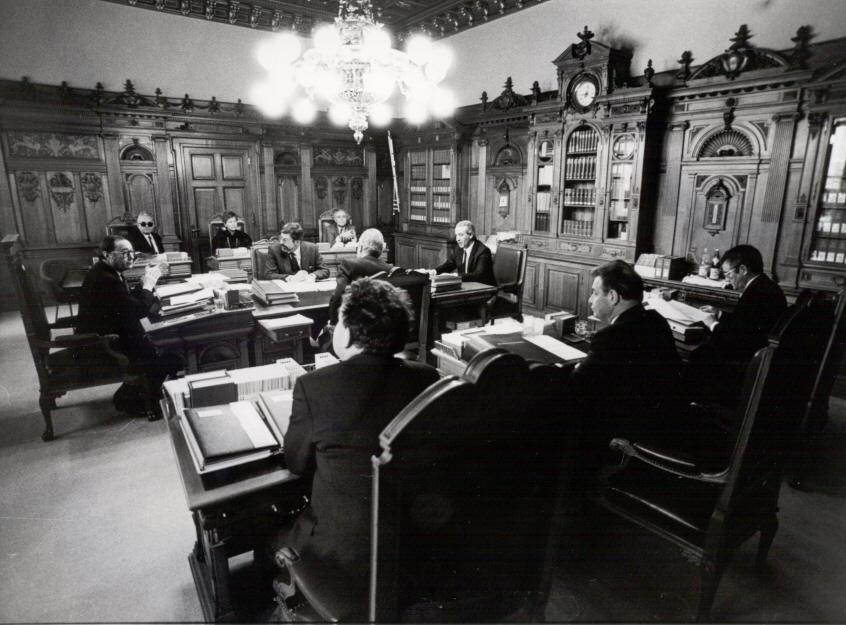
Перед засіданням, 1987 рік

Федеральна Рада працює переважно у форматі щотижневих засідань, які проводяться щосереди у Федеральному палаці в Берні, резиденції федерального уряду Швейцарії.
Окрім семи членів Ради, у засіданнях також беруть участь такі посадові особи:
- Федеральний канцлер: як керівник апарату уряду та голова Федеральної канцелярії, він бере участь в обговоренні, але не має права голосу при прийнятті рішень Радою[7]. Проте його впливову посаду часто називають «восьмим членом Федеральної Ради».
- Віце-канцлер: є речником Федеральної Ради та проводить щотижневі прес-конференції після засідання.
- Віце-канцлер: відповідає за сектор Федеральної ради в рамках Федеральної канцелярії Швейцарії.

Під час засідань члени Ради звертаються один до одного офіційно (наприклад, пані Соммаруга, пан Берсе), навіть якщо вони знайомі на «ти». Це робиться для того, щоб відокремити питання порядку денного від особи, яка їх просуває.
Після засідань члени Ради разом обідають. Рада також регулярно збирається на конклаві, щоб детально обговорити важливі теми; щороку вона проводить так звану «екскурсію» — одноденну поїздку до деяких визначних пам'яток у кантоні, звідки походить президент. У цьому та інших аспектах Рада діє як рада директорів великої корпорації.

### Рішення та обов'язки
Кожен федеральний радник очолює урядовий департамент, подібно до міністрів в урядах інших країн. У розмовній мові та в пресі (особливо за межами Швейцарії) їх часто називають міністрами, хоча офіційно такої посади не існує. Наприклад, голову Федерального департаменту оборони, цивільного захисту та спорту часто називають «міністром оборони Швейцарії», хоча офіційно такої посади не існує. Однак, як члени ради, вони відповідають не тільки за власний департамент, а й за діяльність департаментів своїх колег, а також за діяльність уряду та федеральної адміністрації в цілому.
Рішення, які має ухвалити рада, завжди готуються відповідальним департаментом. Відповідно, зміна в розмірі заробітної плати федеральних службовців буде запропонована раді головою Федерального департаменту фінансів, до якого належить Федеральне управління персоналу. Однак перед голосуванням на засіданні ради всі пропозиції розсилаються в письмовій формі головам департаментів, які доручають старшим кар'єрним чиновникам свого департаменту – головам федеральних управлінь – підготувати письмову відповідь з критикою та пропозиціями. Це називається процедурою спільного звіту (Mitberichtsverfahren/procédure de co-rapport), яка має на меті досягти широкого консенсусу перед засіданням ради.
Для підготовки до важливих рішень іноді проводяться додаткові громадські консультації, на які запрошуються кантони, політичні партії та основні зацікавлені групи, і в яких можуть брати участь усі члени громадськості. Якщо Федеральній Асамблеї пропонується внести зміни до федерального закону, цей крок є обов'язковим згідно із законом. У таких випадках процедура консультацій також служить для виявлення політичних проблем, які згодом можуть стати предметом референдуму з метою зупинити прийняття відповідного законопроєкту.
Самі рішення офіційно приймаються голосуванням більшістю голосів членів Ради, присутніх на засіданні. Однак переважна більшість рішень приймається консенсусом, хоча останнім часом спостерігається тенденція до більш суперечливих дискусій і рівних голосів.

### Таємність
Засідання Федеральної ради та результати голосувань не є відкритими для громадськості, а протоколи зберігаються в таємниці протягом 50 років. Останнім часом це стало предметом критики. Зокрема, партії, що знаходяться на протилежних кінцях політичного спектру, стверджують, що така таємність суперечить принципу прозорості. Однак рада завжди стверджувала, що таємність необхідна для досягнення консенсусу та збереження колегіальності й політичної незалежності окремих членів ради.

### Конституційні конвенції
Через унікальний характер Федеральної ради як добровільної великої коаліції політичних опонентів, її діяльність підпорядковується численним конституційним конвенціям. Найбільш помітним є принцип колегіальності, тобто члени Ради не повинні публічно критикувати один одного, навіть якщо вони часто є політичними опонентами. Фактично, від них очікується публічна підтримка всіх рішень Ради, навіть якщо вони суперечать їхній особистій думці або думці їхньої політичної партії. На думку багатьох спостерігачів, ця конвенція стала досить напруженою після виборів 2003 року.

### Подорожі за кордон
Через те, що технічно не один федеральний радник, а вся рада в цілому є главою держави Швейцарії, федеральні радники протягом тривалого часу не виїжджали за кордон з офіційними візитами. В інших країнах Швейцарію майже виключно представляли дипломати.
Після вбивства Джона Ф. Кеннеді федеральні радники скликали термінове засідання, на якому обговорили питання про відправлення радника на похорон Кеннеді. Враховуючи, що відсутність швейцарського уряду не буде зрозуміла населенню, вони вирішили відправити Фрідріха Трауготта Валена. Під час своєї поїздки до столиці США Вален також зустрівся з державним секретарем Діном Раском, щоб обговорити тарифи. Незважаючи на відкритість Швейцарії через вбивство Кеннеді, закордонні поїздки федеральних радників нормалізувалися лише після розпаду СРСР

## Вибори та склад

### Виборчий процес

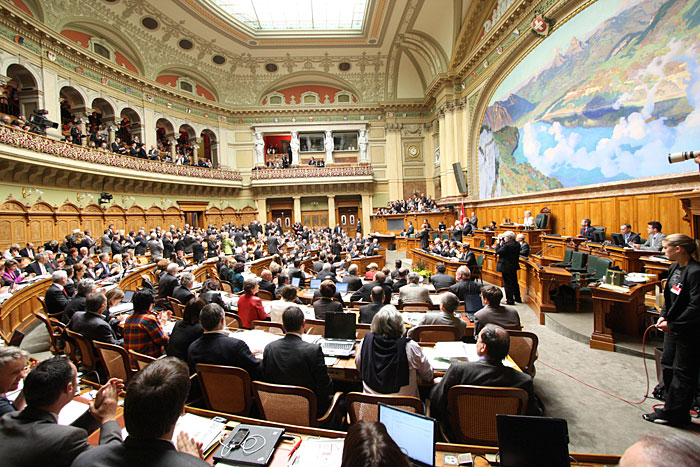
Вибори до Федеральної ради у Федеральній асамблеї 2006 року

Члени Федеральної ради обираються на чотирирічний термін обома палатами Федеральних зборів, які засідають разом як Об'єднані федеральні збори. Кожне місце у Федеральній раді підлягає (пере)обранню у порядку старшинства, починаючи з члена ради, який мав найдовший термін повноважень. Потім посадові особи обираються індивідуально таємним голосуванням абсолютною більшістю дійсних голосів. Кожен повнолітній громадянин Швейцарії має право бути обраним (і може бути обраний навіть проти своєї волі), але на практиці тільки члени парламенту або, рідше, члени урядів кантонів висуваються політичними партіями і отримують значну кількість голосів. Голосування проводиться в кілька турів у формі вичерпного голосування (система голосування, яка використовується для обрання одного переможця. За вичерпного голосування виборець віддає один голос за обраного ним кандидата. Однак, якщо жоден кандидат не отримує загальної більшості голосів, кандидат з найменшою кількістю голосів вибуває, і виборці проводять новий тур голосування для визначення переможця. Цей процес повторюється стільки турів, скільки необхідно, доки один кандидат не отримає більшості).
- У двох перших турах право голосу має будь-який повнолітній громадянин Швейцарії, який має право голосу.
- Після другого туру до третього туру допускаються всі, хто отримав щонайменше десять голосів.
- Після третього та наступних турів (за необхідності) кандидати, які набрали менше десяти голосів, або кандидат з найменшою кількістю голосів виключаються. Таке виключення не відбувається, якщо два або більше кандидатів мають однакову найменшу кількість голосів, що дорівнює щонайменше 10.

Після завершення виборів переможець виголошує коротку промову та приймає або відмовляється від посади федерального радника. Потім складається присяга, але регулярний термін повноважень починається лише через кілька тижнів, 1 січня.
Зазвичай партія, яка має вакантне місце, представляє два кандидати з поглядами, що відповідають основним тенденціям, до Об'єднаних федеральних зборів, які потім обирають одного з них. Однак це не було так під час виборів 2003 року, які були найбільш суперечливими за останні роки. До кінця 19 століття від федеральних радників неформально вимагалося кожні чотири роки обиратися до Національної ради у своєму кантоні, щоб перевірити свою популярність. Ця практика була відома під французьким терміном élection de compliment. Перший радник, який не був переобраний (Ульріх Оксенбейн), програв вибори до Національної ради в 1854 році.
Після обрання члени Ради залишаються членами своїх політичних партій, але не обіймають в них керівних посад. Насправді вони зазвичай зберігають певну політичну дистанцію від керівництва партії, оскільки за правилами колегіальності їм часто доводиться публічно просувати рішення Ради, яке не відповідає політичним переконанням їхньої партії (або їхнім власним).

### Відставка
Після обрання на чотирирічний термін федеральні радники не можуть бути усунені з посади шляхом висловлення недовіри або імпічменту. Переобрання можливе на необмежену кількість термінів; історично парламент вкрай рідко не переобирав чинного радника. Таке траплялося лише чотири рази – з Ульріхом Оксенбейном у 1854 році, Жаном-Жаком Шалле-Венелем у 1872 році, Рут Метцлер у 2003 році та Крістофом Блохером у 2007 році. Отже, на практиці члени Ради виконують свої обов'язки доти, доки не вирішать піти у відставку та повернутися до приватного життя, зазвичай після трьох-п'яти термінів повноважень.

## Історія

### Створення

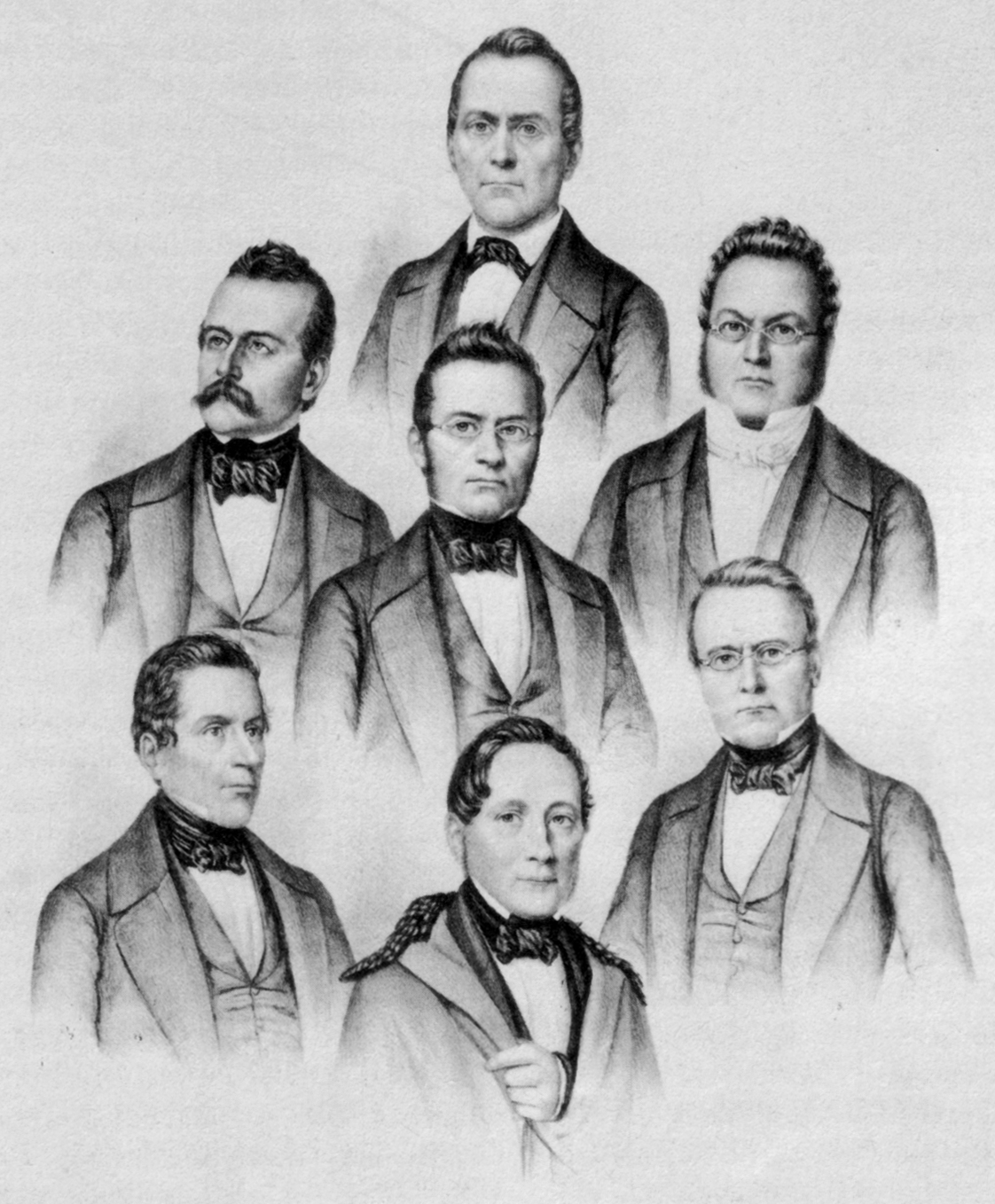
Склад першої Федеральної ради, 1848 рік

Федеральна Рада була утворена згідно положень Федеральної конституції Швейцарії 1848 року як «вищий виконавчий та директивний орган Конфедерації». Коли писався основний закон держави, конституційна демократія була ще в зародковому стані, і батьки-засновники швейцарської держави мало обмежену кількість прикладів для наслідування. Хоча вони багато чого запозичили з Конституції США, як приклада організації федеральної держави в цілому, вони обрали колегіальну дорадчу систему (директоріальну систему) для виконавчої влади, а не одноосібну президентську систему, що враховувало давню традицію правління колективних органів у Швейцарії. Відтак, це дало змогу поєднати давні національні традиції колективних органів влади в кантонах, коли збори видатних громадян вирішували найважливіші питання, з французькими революційними традиціями державного урядування Директорії в Гельветійській Республіці та ліберальними конституціями 1830-х років окремих кантонів. На сьогодні лише три інші держави, такі як Боснія і Герцеговина, Андорра та Сан-Марино, мають колективних, а не унітарних глав держав. Проте колегіальна система влади знайшла широке впровадження в сучасних демократіях у формі кабінетів міністрів з їхньою колективною політичною відповідальністю за урядування, прийняття та виконання рішень.

### Уперше…
- 1848 рік — обрані перші сім членів федеральної ради: Ульріх Оксенбайн, Йонас Фуррер, Мартін Мунцінгер, Анрі Дрюе, Фрідріх Фрай-Ерозе, Вільгельм Матіас Нефф та Стефано Франшині.
- 1854 рік — уперше діючого федерального радника не було переобрано, Ульріха Оксенбайна. Таке траплялось за всю історію лише 4 рази.
- 1891 рік — уперше радником обрано представника від Християнсько-демократичної народної партії Швейцарії — Йозефа Цемпа.
- 1893 рік — уперше радником обрано сина (Ежен Руффі) колишнього радника (Віктор Руффі). Удруге таке трапилось 2007 року, було обрано Евелін Відмер-Шлумпф, доньку Леона Шлумпфа.
- 1911 рік — уперше і лише один раз до Ради обрано радника у віці 80 років — Адольфа Дойчера.
- 1913 рік — уперше і лише один раз до Ради обрано питомого носія ретороманської мови — Фелікса Калондера.
- 1917 рік — уперше радником обрано представника від Ліберальної партії — Густава Адора.
- 1930 рік — уперше до Ради обрано представника від партії фермерів, трейдерів та незалежних, сучасна Швейцарська народна партія, — Рудольфа Мінгера.
- 1943 рік — уперше радником обрано представника від Соціал-демократичної партії — Ернста Нобса.
- 1983 рік — перша жінка-кандидат від правлячої Соціал-демократичної партії — Ліліан Ухтенаген.
- 1984 рік — уперше радником обрано жінку — Елізабет Копп.
- 1993 рік — уперше радником обрано представницю єврейської нації — Рут Дрейфусс.
- 1995 рік — уперше радником обрано чоловіка, що жив із жінкою у громадянському шлюбі (з архітектором Грет Левенбергер), на якій він пізніше одружився — Морита Левенбергера.
- 1999 рік — перша жінка-президент (від Соціал-демократичної партії) — Рут Дрейфусс.
- 2010 рік — уперше, з обранням Симонетти Соммаруги, в Раді більшість складають жінки.